# Leaflet
Leaflet是一个开源的JavaScript库，用于构建Web地图应用。首次发布于2011年，并于2012年7月30日进行第一次更新，发布了leaflet 0.4。它支持大多数移动和桌面平台，支持HTML5和CSS3。其用户包括FourSquare、Pinterest和Flickr。
Leaflet讓無GIS背景的开发人员可輕易地展示公共服务器上的瓦片Web地图，并且可以叠加图层。Leaflet也可展示GeoJSON格式的空間数据，並设置样式、创建交互式图层，如点击时会弹出窗口的标记。
乌克兰人Vladimir Agafonkin开发了Leaflet，他在2013年加入了Mapbox。
Leaflet的最新版本为Leaflet 1.9.4，在2023年5月18日发布。
Leaflet能運作於所有主要的桌面和移动平台，並且有许多插件供扩展，源代码美观易懂，简单高效。42KB轻量化的Leaflet JS库提供了绝大多数开发者所需的地图特性。关于版本更新问题，Leaflet1.9版本将为之后2.0系列等重要版本升级奠定基础，但是2.0版本就目前来说仍需时间调试。据官方更新日志描述，未来将计划放弃支持IE浏览器；更新JavaScript版本兼容，使用ECMAScript标准版本以期待使用更加功能强大的JavaScript特性；模块标准化，未来仅使用单个模块化标准，降低分布式代码的复杂性；取消了“L”全局变量，以期为了更好地使用tree-shaking消除无用代码。1.x版本系列将更加专注于重要错误的修复以及过去版本的维护。

## 使用

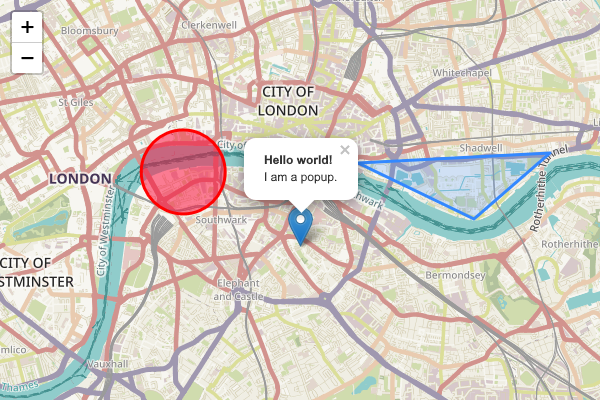
使用Leaflet的基本例子

Leaflet的典型用法是将Leaflet的“map”元素绑定到HTML元素（例如div）上。然后将图层和标记添加到map元素中。
```
 
// create a map in the "map" div, set the view to a given place and zoom

 
var
 
map
 
=
 
L
.
map
(
'map'
).
setView
([
51.505
,
 
-
0.09
],
 
13
);

 

 
// add an OpenStreetMap tile layer

 
// Tile Usage Policy applies: https://operations.osmfoundation.org/policies/tiles/

 
L
.
tileLayer
(
'http://{s}.tile.openstreetmap.org/{z}/{x}/{y}.png'
,
 
{

     
attribution
:
 
'&copy; <a href="http://openstreetmap.org/copyright">OpenStreetMap</a> contributors'

 
}).
addTo
(
map
);

```

Leaflet支持非球面墨卡托投影显示地图。Leaflet库本身可以通过变量L访问。

## 功能
Leaflet原生支持Web地图服务（WMS）层、GeoJSON层、矢量层和瓦片层。通过插件支持许多其他类型的图层。
与其他Web地图库一样，由Leaflet实现的基本显示模型是一个基本地图，加上零个或多个半透明覆盖，上面显示零个或多个矢量对象。
Leaflet有一些特别的定制功能，例如自定义地图投影、基于图像和HTML的标记、和CSS3弹出窗口和控件等。

## 部分实用功能举例
Leaflet 的 onEachFeature 在处理例如 geojson 数据时非常方便。该函数包含两个参数：“feature”和“layer”。 “feature”允许我们访问 geojson 中的每个对象，“layer”允许我们添加弹出窗口、工具提示等。
下面给出了一个 JavaScript 示例：
```
let
 
geoJson
 
=
 
L
.
geoJSON
(
geoJsonData
,
 

{
weight
:
2
,

        
onEachFeature
:
 
getFeature
,

        
style
:
 
getStyle

    
}).
addTo
(
map
);

    

    
const
 
getFeature
=
 
(
feature
,
 
layer
)
 
=>{

        
if
 
(
!
feature
.
properties
.
name
)
 
return

        
layer
.
bindTooltip
(
feature
.
properties
.
cityName
);
 

        
layer
.
bindPopup
(

            
`

            <ul>

                <li>Name: 
${
feature
.
properties
.
cityName
}
</li>

                <li>Population: 
${
feature
.
properties
.
population
}
</li>

            </ul>

            `

    
)

```

还可以向 getFeature 函数添加“async”关键字，以便使用 fetch() 等 Promise。我们可以利用 geojson 每个对象中的属性来创建自定义的 jsonqueries 并获取例如城市特定信息，并使用 layer.bindTooltip、layer.bindPopup 等显示它们。

### 元素
主要的Leaflet对象类型有：
- 栅格类型（TileLayer与ImageOverlay）
- 矢量类型（Path、Polygon，以及特定类型，如Circle）
- 群组类型（LayerGroup、FeatureGroup与GeoJSON）
- 控件（Zoom、Layers等）

还有各种工具类，例如用于管理投影、变换和与DOM交互的接口。

### GIS格式支持情况
Leaflet的核心支持少数GIS标准格式，其他插件来支持。
| 标准                         | 支持情况                              |
| ---------------------------- | ------------------------------------- |
| GeoJSON                      | 良好，通过geoJson函数支持，核心功能   |
| KML、CSV、WKT、TopoJSON、GPX | 用Leaflet-Omnivore插件支持            |
| WMS                          | 通过TileLayer.WMS子类型支持，核心功能 |
| WFS                          | 不支持，不过有第三方插件。            |
| GML                          | 不支持。                              |

### 浏览器支持
Leaflet 0.7支持Chrome、Firefox、Safari 5+、Opera 12+和IE 7-11。
最新发布的版本Leaflet 1.9.2发生了少许变化，在桌面部分支持Chrome、firefox、Safari 5+、 Opera 12+ IE 9-11和Edge。而在移动端则支持Safari for iOS 7+、Chrome for mobile、
Firefox for mobile、和IE10+ for Win8 devices。

## 与其他库的比较
Leaflet与OpenLayers之间可以进行比较，因为两者都是开源的，而且客户端都只有JavaScript库。与OpenLayers的230,000行相比，整个库要小得多，大约有7,000行代码（截至2015年）。与OpenLayers相比，它的代码占用空间更小（大约是123KB相比于423KB），部分原因是它使用模块化结构。Leaflet的代码库更新，用上了JavaScript的新特性，以及HTML5和CSS3。还有，Leaflet缺乏一些OpenLayers原生支持的特性，比如Web要素服务（WFS），以及EPSG:3857/4326/3395以外的各种投影方式。
它还可以与私有的、封闭源代码的Google地图API（2005年推出）和Bing地图API相比较，后两者都包含了一个重要的服务器端组件，提供地址编码、路径规划、搜索等服务，并与Google地球等功能集成。谷歌地图API提供了速度和简单性，但不是灵活的，只能用于访问谷歌地图服务。不过，Google API的新DataLayer 部分确实允许显示外部数据源。

## Leaflet的特点
Leaflet 是一个开源的 JavaScript 库，用于构建互动地图。它由 Vladimir Agafonkin 开发，并由众多贡献者共同维护。Leaflet 于2011年首次发布，迅速成为构建 Web 地图应用的热门选择，特别是在移动设备上表现优异。Leaflet 轻量且性能优异，其核心库仅几十KB，但功能强大，支持包括瓦片图、矢量图和自定义图层在内的多种地图图层。
Leaflet 提供了丰富的插件和 API，使开发者能够轻松添加标记、弹出窗口、图例和其他交互元素。插件生态系统非常活跃，有数百个社区贡献的插件扩展了 Leaflet 的功能，如路径动画、群集标记和测量工具等。此外，Leaflet 还支持各种地图服务提供商，如 OpenStreetMap、Mapbox 和 Google Maps，开发者可以灵活地选择和切换不同的地图源。
Leaflet 的文档全面，社区活跃，为开发者提供了丰富的资源和支持。无论是初学者还是经验丰富的开发者，都能从中获益。它已被广泛应用于各种 Web 地图项目，如实时交通地图、环境监测、旅游导航和灾害应对等。例如，在环境监测项目中，Leaflet 可以用于展示污染源和监测数据；在旅游导航中，可以帮助用户找到景点和路线。Leaflet 的简单易用和灵活性，使其成为创建互动地图的不二选择。
首页就非常明确的声明了，他们开发的这个 JavaScript 库是一个关注移动端并且对移动端用户非常友好的，关于交互式地图的 JavaScript 库，并且这个库是完全开源的。

## Leaflet插件
由於 Leaflet 是一款輕量化的 JavaScript 庫，它主要提供網頁地圖的核心功能。如果需要更多功能，開發者可用第三方插件 （页面存档备份，存于）來擴充，包括地圖互動、動態資料載入、資料視覺化等。